# 基克努爾區
57°18′15″N 47°12′28″E / 57.30417°N 47.20778°E
基克努爾區（俄语：Кикнурский район），是俄羅斯的一個區，位於該國西部，由基洛夫州負責管轄，面積1,680平方公里，2010年該區人口9,795，人口密度每平方公里5.83人。